# Wollastonite-3A-5A-7A
La wollastonite-3A-4A-5A-7A è un politipo della wollastonite pertanto è da considerarsi come una varietà del minerale.